# Anonychia fuliginea
Anonychia fuliginea är en fjärilsart som beskrevs av Eugen Wehrli 1954. Anonychia fuliginea ingår i släktet Anonychia och familjen mätare. Inga underarter finns listade i Catalogue of Life.